# 小行星3000
小行星3000（3000 Leonardo）是位於小行星帶的一顆小行星，1981年3月2日由天文學家舒爾特·巴斯在賽丁泉天文台發現。
該小行星以文藝復興時期的博學者列奥纳多·达·芬奇命名。

## 外部連結
- JPL Small-Body Database Browser on 3000 Leonardo （页面存档备份，存于）